# カラ・パラ・アシュク
『カラ・パラ・アシュク』（トルコ語: Kara Para Aşk）は、トルコのテレビドラマ。ATVで2014年3月12日から2015年7月15日まで放送された。

## 登場人物
オメル・デミール
演：エンギン・アキュレク
エリフ・デニゼル
演：トゥバ・ブユクシュトゥン
タイイアル・デュンダル
演：ネバハト・チェレ
フセイン・デミール
演：エルカン・ヤン